# Antoon Spinoy
 (juillet 2022).
La mise en forme du texte ne suit pas les recommandations de Wikipédia : il faut le « wikifier ».
Les points d'amélioration suivants sont les cas les plus fréquents :
- Les titres sont pré-formatés par le logiciel. Ils ne sont ni en capitales, ni en gras.
- Le texte ne doit pas être écrit en capitales (les noms de famille non plus), ni en gras, ni en italique, ni en « petit »…
- Le gras n'est utilisé que pour surligner le titre de l'article dans l'introduction, une seule fois.
- L'italique est rarement utilisé : mots en langue étrangère, titres d'œuvres, noms de bateaux, etc.
- Les citations ne sont pas en italique mais en corps de texte normal. Elles sont entourées par des guillemets français : « et ».
- Les listes à puces sont à éviter, des paragraphes rédigés étant largement préférés. Les tableaux sont à réserver à la présentation de données structurées (résultats, etc.).
- Les appels de note de bas de page (petits chiffres en exposant, introduits par l'outil «  Source ») sont à placer entre la fin de phrase et le point final[comme ça].
- Les liens internes (vers d'autres articles de Wikipédia) sont à choisir avec parcimonie. Créez des liens vers des articles approfondissant le sujet. Les termes génériques sans rapport avec le sujet sont à éviter, ainsi que les répétitions de liens vers un même terme.
- Les liens externes sont à placer uniquement dans une section « Liens externes », à la fin de l'article. Ces liens sont à choisir avec parcimonie suivant les règles définies. Si un lien sert de source à l'article, son insertion dans le texte est à faire par les notes de bas de page.
- La présentation des références doit suivre les conventions bibliographiques. Il est recommandé d'utiliser les modèles {{Ouvrage}}, {{Chapitre}}, {{Article}}, {{Lien web}} et/ou {{Bibliographie}}. Le mode d'édition visuel peut mettre en forme automatiquement les références.
- Insérer une infobox (cadre d'informations à droite) n'est pas obligatoire pour parachever la mise en page.

Pour une aide détaillée, merci de consulter Aide:Wikification.
Si vous pensez que ces points ont été résolus, vous pouvez retirer ce bandeau et améliorer la mise en forme d'un autre article.
Antoon Spinoy, né à Malines le 6 décembre 1906 et mort à Hasselt le 6 mai 1967, est un socialiste et homme politique belge.

## Jeunesse et formation
Antoon Octavia Nicolaas Spinoy naît à Malines le 6 décembre 1906. Il est le deuxième d'une famille de trois enfants. Son père, Hendrik, travaille à l'usine d'huile et de savon Op De Beeck et au magasin de foin de l'armée à Malines. Sa mère, Maria Louisa Mertens, est femme au foyer. À 24 ans, le 26 septembre 1931, Spinoy épouse Gaby Jolive. Ensemble, ils ont une fille prénommée Léa. Notaire et magistrate, cette dernière se mariera avec Marc Bafcop, conservateur du Musée Hof van Busleyden à Malines.
En 1918, Spinoy entre à l'Athénée Royale Pitzemburg à Malines. Mais à 16 ans, il est contraint d'arrêter ses études pour subvenir aux besoins familiaux. De 1923 à 1928, il travaille donc comme employé de la société de chemins de fer Malines-Terneuzen. En février 1928, il est nommé directeur de la S. M. Vooruit à Lierre. Bien que n'ayant pas terminé ses humanités, Spinoy suit des cours à l'Arbeidershogeschool à Uccle (1928-1929). Plus tard, de 1942 à 1944, il étudie les sciences sociales et économiques à l'Université Royale de Gand.

## Position au sein du parti socialiste
Spinoy grandit dans une ambiance socialiste. Toute sa vie, il fut habité des idéaux sociaux-démocrates. Dès l'âge de seize ans, il s'affilie à l'Arbeidersjeugdcentrale et devient militant du Socialistische Jonge Wacht. À partir de 1928, il est très actif au sein du mouvement ouvrier et se passionne pour les problèmes politiques. Spinoy, qui se voit obligé d'arrêter son cursus à l'Arbeidershogeschool, y rencontre Désiré Bouchery, directeur de l'établissement et leader du BWP malinois. C'est grâce à son soutien que Spinoy obtient le poste de secrétaire du BWP à Malines. À la fin des années 1930, « Spinoy devient un élément important du BWP de Malines ».
Au début de la Seconde Guerre mondiale, le BWP est dissous par Henri de Man. « Spinoy qui avait été un fervent défenseur du Plan du Travail de 1933 élaboré par de Man, ne suivit pas celui-ci dans son appel à n'opposer aucune résistance à l'occupant ». En 1941, Spinoy rejoint la Centrale Flamande du Parti Socialiste Clandestin. Ce sont ces socialistes de la clandestinité qui seront les figures de proue du parti reconstitué, et qui le réformeront. « Après la libération, il devient secrétaire flamand du Parti Socialiste Belge (BSP) ». Plus tard, lors des querelles linguistiques, Spinoy défend vigoureusement l'unité du Parti Socialiste. « Dans les années 1950, Spinoy est un des seuls socialistes importants qui prit part aux cinq réunions socialistes Flandre-Hollande imaginées par Hendrik Fayat ».

## Fonctions politiques et publiques

### Ville de Malines et province d'Anvers
Conseiller communal de Malines depuis 1938, Spinoy devient échevin de l'enseignement, des finances et des beaux-arts en janvier 1945. Il est nommé Bourgmestre en août de cette même année, et le restera jusqu'en 1967 (excepté pour la période allant de 1961 à 1966). Mettant en œuvre un véritable programme économique, culturel et éducatif pour sa ville, Spinoy encourage l'investissement de capitaux étrangers et l'implantation de nouvelles usines, pour favoriser le renouveau industriel. Un centre culturel est créé, la bibliothèque est redynamisée, des expositions artistiques, des pièces de théâtre et des concerts sont organisés. Spinoy prend des mesures sociales en créant des logements et en améliorant le niveau de l'éducation. Durant ses mandats, le bourgmestre malinois a entretenu de bonnes relations avec les autorités religieuses de la ville. 
À la province, Spinoy est conseiller de 1936 à 1944.

### Chambre des Représentants
Sur les listes électorales de 1939, Spinoy figure comme candidat suppléant à la Chambre des Représentants. C'est le 14 novembre 1944 qu'il devient député de l'arrondissement de Malines. Il succède ainsi à son mentor Désiré Bouchery. Spinoy restera membre de la Chambre jusqu'à son décès en 1967.

### Gouvernements
Spinoy est ministre pour la première fois en 1954, au sein du gouvernement Van Acker (du 22 avril 1954 au 2 juin 1958). Il est chargé de la Défense, poste qui n'avait encore jamais été occupé par un socialiste. Durant son ministère, il écourte le service militaire obligatoire (qui passe de 21 à 18 mois), prend des dispositions « Pour améliorer l'équilibre entre les deux groupes linguistiques au sein des forces armées ».
Dans le gouvernement Lefèvre-Spaak (du 25 avril 1961 au 24 mai 1965), Spinoy se retrouve ministre des Affaires Économiques et de l'Énergie. Chargé de deux portefeuilles importants, il veille à s'entourer de conseillers et collaborateurs compétents. Spinoy s'attache à réaliser au niveau de l'État ce qu'il avait déjà fait pour sa commune. Menant un programme de reconversion industrielle et d'expansion économique, il favorise l'implantation de multinationales en Belgique, l'augmentation de la production et des exportations, ainsi que la création d'emplois. En 1961, il crée un Directoire du charbon visant à « Rétablir l'équilibre faussé des marchés dans le secteur du charbon et, à plus long terme, de rendre compatible une production intérieure maximale dans un marché de l'énergie, à des prix concurrentiels ». En matière sociale, il œuvre pour « L'actualisation de la législation existante concernant le chômage, la retraite et les congés annuels ». Pour créer une politique des prix efficaces, il propose, avec A. de Clerck (CVP), « Un projet de loi qui laissait à l'appréciation du ministre compétent la détermination des prix maximum et des marges ».
Dans le gouvernement Harmel-Spinoy (du 27 juillet 1965 au 11 février 1966), il obtient le poste de Vice-Premier ministre chargé de la coordination de la politique économique. Il ne peut toutefois rien réaliser de très concret en raison de la chute du gouvernement le 11 février 1966. Cet échec est pour le socialiste malinois une grande déception.

## Les grands événements auxquels participa Antoon Spinoy

### La guerre civile d'Espagne
Lorsque la guerre civile éclate en Espagne en 1936, Spinoy rejoint les Brigades Internationales afin de soutenir les Républicains. Il devient « directeur de l'hôpital international d'Onteniente près de Valence ». Il rentre d'Espagne en mars 1938.

### La Seconde Guerre mondiale
Mobilisé en 1939 pour la campagne des 18 jours, Spinoy est fait prisonnier et envoyé dans un camp près de Hambourg. Libéré en janvier 1941, il rejoint la résistance et le BSP clandestin.

### La guerre scolaire
En 1958, Spinoy est délégué socialiste au sein de la Commission Scolaire Nationale. Il y plaide « L'instauration de subsides en faveur de l'enseignement libre qui étaient déjà appliqués à Malines ». La Commission finira par réaliser le Pacte Scolaire National. 

### L'indépendance du Congo
Durant le gouvernement Eyskens III et sa version remaniée (du 6 novembre 1958 au 27 mars 1961), Spinoy est actif, en tant que parlementaire, au sein des conférences qui émaillent la crise. Il fait partie de la Table ronde belgo-congolaise et plaide pour une solution en faveur des belges vivant dans l'ancienne colonie.

### Le mouvement flamand et la fédéralisation
Spinoy trouve les querelles linguistiques désespérantes. « Cela n'empêche pas qu'il a été fortement engagé dans la défense du Néerlandais (…) Le 14 juin 1956, il installa une commission de surveillance de l'utilisation de la langue dans l'armée. Déjà, à cet effet, il avait agi pour que les sous-officiers de langue flamande sous certaines conditions aient la possibilité de suivre la formation d'officier à l'École royale militaire».
« Spinoy était partisan d'une Belgique régionalisée, mais pas d'une fédéralisation du pays». Il argumente que la création des régions ne résoudrait ni les impasses économiques de la Wallonie, ni les problèmes de Bruxelles. « Il se demande si, dans un État fédéral, chaque partie de l'État serait prête, à long terme, à collaborer à la solution des problèmes économiques de l'autre ». En 1963 au congrès BSP, Spinoy avance l'idée d'une Belgique divisée en cinq régions : la Flandre occidentale et orientale, Anvers et le Limbourg, le Brabant, Liège et le Luxembourg, et enfin Namur et le Hainaut.

### La création européenne et l'OTAN
Lorsqu'il était ministre de la Défense, Spinoy joua un rôle dans la formation de l'Union Européenne. Ami de Paul-Henri Spaak, comme lui, il voyait dans l'OTAN la solution à la  défense de l'Occident.

## Les organisations internationales
La fonction de président de l'Association des Villes et Communes de Belgique le fait accéder à l'Union Internationale des Autorités Locales, dont il est élu président général en 1960 à Tel-Aviv (il le restera jusqu'en 1967). Prônant l'entente des peuples et la solidarité, il souhaite aider les pays en développement. 
À partir de 1954, Spinoy est également membre de la Commission Nationale à l'UNESCO.

## Carrière
- Bourgmestre de Malines : 1945-1967
- Membre de la Chambre des représentants
- Ministre de la Défense nationale : 1954-1958
- Ministre des Affaires économiques et de l'Énergie : 1961-1965
- Vice-Premier ministre de Belgique : 1965-1966
- Ministre d'État